# ポルセンナ王に対峙するムキウス・スカエウォラ
『ポルセンナ王に対峙するムキウス・スカエウォラ』（ポルセンナおうにたいじするムキウス・スカエウォラ、伊: 
Mucius Scaevola affronta il re Porsenna、英: Mucius Scaevola Confronting King Porsenna）は、イタリアのバロック期のナポリ派の画家ベルナルド・カヴァッリーノが1650年ごろ、銅板上に油彩で制作した絵画である。主題は古代ローマにまつわるもので、ティトゥス・リウィウスの『ローマ建国史』から採られている。おそらく1650年ごろ、ナポリ副王であったスペインのペドロ・デ・アントニオ・デ・アラゴンによりカヴァッリーノに委嘱された。作品は1981年以来、フォートワースのキンベル美術館に所蔵されている。

## 作品

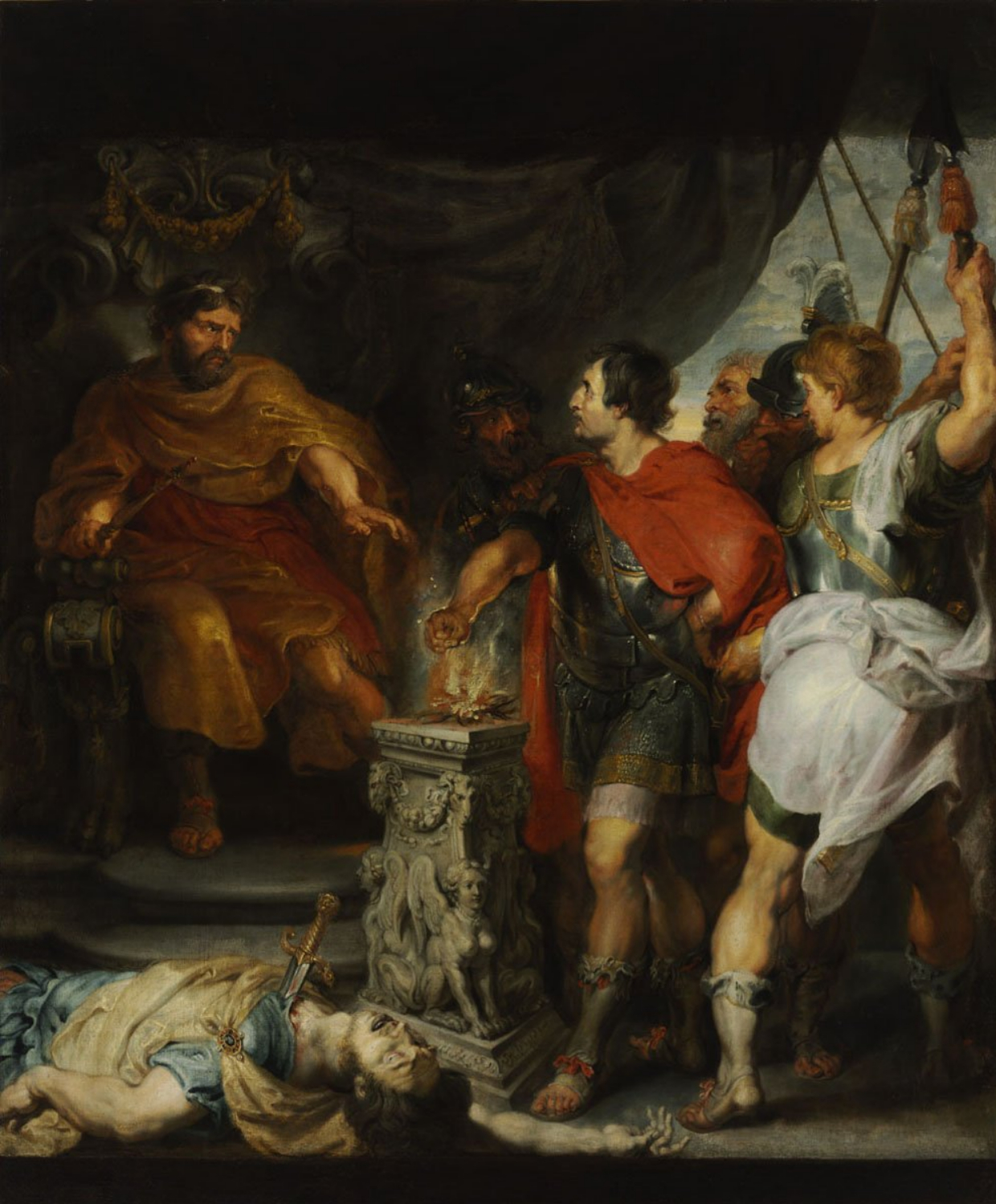
ヴァン・ダイクとルーベンス『ラルス・ポルセンナの前のムキウス・スカエウォラ』 (1618-1620年頃)、ブダペスト国立西洋美術館

本作の主題はティトゥス・リウィウスの『ローマ建国史』 (2:12) に叙述されている。紀元前500年、イタリア半島の先住民エトルリア人と抗争を続けてきたローマは、エトルリア系の王を追放し、共和制を宣言した。これに激怒したエトルリアの王ラルス・ポルセンナはローマを包囲する。一方、ローマの貴族ガイウス・ムキウスはエトルリアの軍勢に入り込み、王の暗殺を企てるが、誤って王の財務官を殺してしまう。
画面の中央には捕らえられたムキウスが表されている。彼は顔と剣をポルセンナ王に向けつつ、自分は王を殺すと誓った多くの若者の1人であると警告している。その決心を示そうと、ムキウスは怯むことなく自身の手を燃える灰燼に晒し、焼いている。感嘆した王はムキウスを解放し、ローマとの和平を提案する。以降、祖国の危機を救ったムキウスは「スカエウォラ (左利き)」として知られるようになり、勇気と忠誠の象徴となった。ちなみに、17世紀フランドルの巨匠ヴァン・ダイクとルーベンスも、この主題を扱った作品『ラルス・ポルセンナの前のムキウス・スカエウォラ』 (ブダペスト国立西洋美術館) を描いている。
本作は、銅板に描かれた4連作のうちの1点とされている。ほかの2点はカヴァッリーノの『サウルに呼び出されるサムエルの亡霊』 (J・ポール・ゲティ美術館、ロサンゼルス) とアンドレア・ヴァッカーロの『ニネヴェで説教をするヨナ』 (セビーリャ美術館) であり、残りの1点はおそらく『神殿からのヘリオドロスの追放』 (プーシキン美術館、モスクワ) であった可能性がある。これらの作品の主題は、徳のある民に対する戦争を止めない王には死をもって報いるというもので、当時スペインの支配に対して反乱を起こしていたナポリで関心を持たれた主題であった。

## ギャラリー

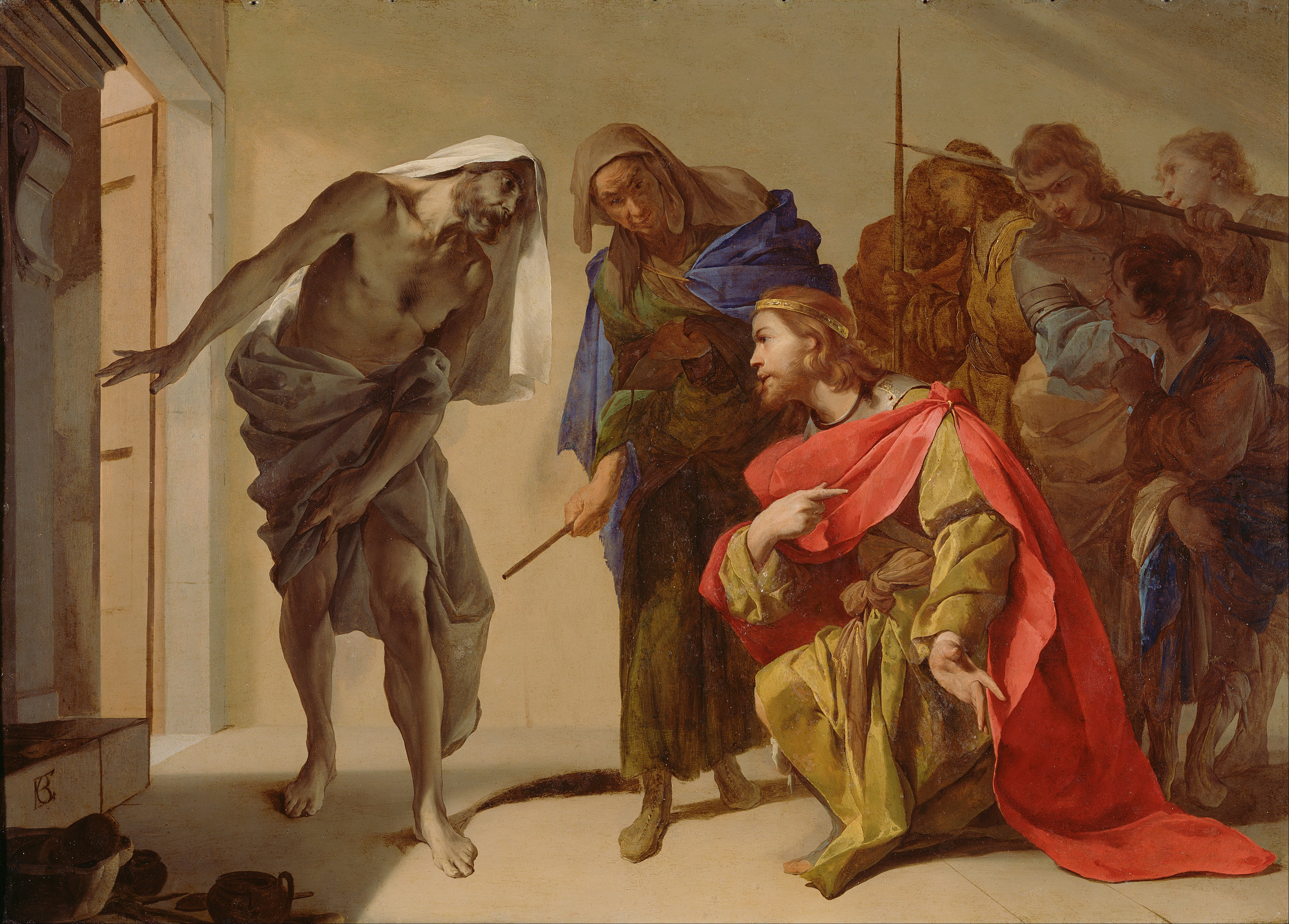
カヴァッリーノ『サウルに呼び出されるサムエルの亡霊』 (1650-1656年ごろ)、J・ポール・ゲティ美術館、ロサンゼルス
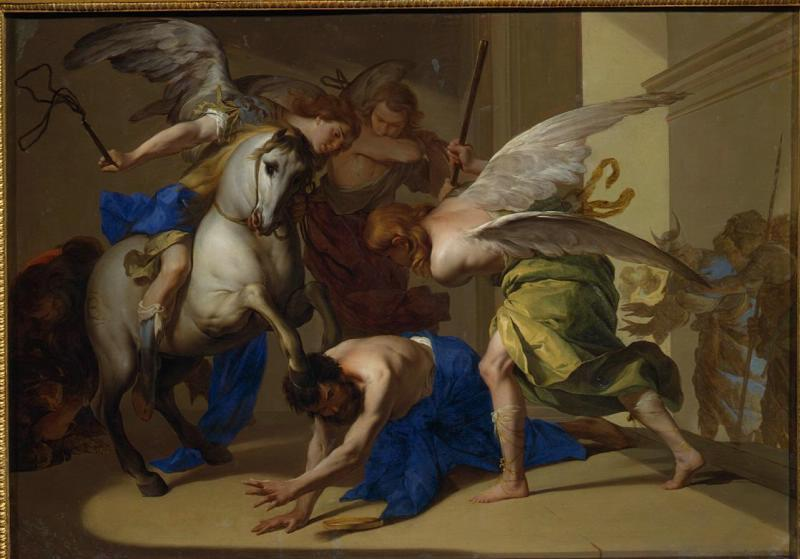
カヴァッリーノ『神殿からのヘリオドロスの追放』 (1650年ごろ)、プーシキン美術館、モスクワ
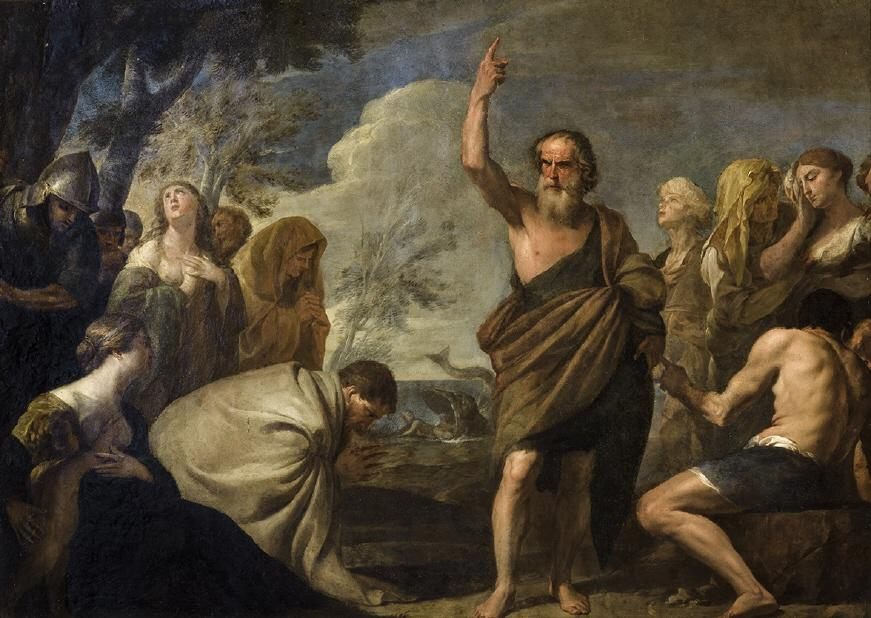
アンドレア・ヴァッカーロ『ニネヴェで説教をするヨナ』、セビーリャ美術館